# Dębiany (powiat sandomierski)
Dębiany – wieś sołecka w Polsce położona w województwie świętokrzyskim, w powiecie sandomierskim, w gminie Obrazów.
W latach 1975–1998 miejscowość należała administracyjnie do województwa tarnobrzeskiego.

## Część wsi
| SIMC    | Nazwa          | Rodzaj    |
| ------- | -------------- | --------- |
| 0800670 | Pod Obrazowem  | część wsi |
| 0800686 | Pod Polanowem  | część wsi |
| 0800692 | Pod Węgiercami | część wsi |

## Historia
Dębiany w dokumentach nazywane:Dembiany, Danbeni i Dambane, później Dębiany Panieńskie i Szlacheckie, wieś w pow sandomierskim, parafii Obrazów. Wieś rodowa gałęzi polskiego rodu szlacheckiego Dembińskich, których posiadłość znajdowała się w Dębianach Szlacheckich. Nadane około r. 1255 klasztorowi w Zawichoście. Wymienione w dokumencie z r. 1257 jako wieś należąca do grodu w Zawichoście i nadana założonemu tam klasztorowi.

W roku 1373 wieś otrzymuje prawo niemieckie, wzmianka o tym dotyczy również Stanisława Dembińskiego, który to Stanisław otrzymał, wraz z Klaryskami, przywilej niemiecki dla wsi (Kod. Małop. t.I s.53, 379).

W połowie XV w.jak podaje Długosz była to własność klasztoru św. Andrzeja w Krakowie z nadania Bolesława Wstydliwego. Oprócz duchownych były dwa działy szlacheckie. Biskup krakowski pobierał dziesięcinę (do 10 grzywien) z łanów kmiecych. Z działów szlacheckich dziesięcina szła do Obrazowa Długosz (L.B. t.II s.352).